# Party Down
Party Down is een Amerikaanse sitcom over een cateringbedrijfje.
Starz zond de eerste twee seizoenen in 2009 en 2010 uit. In 2023 werd een derde seizoen uitgezonden.

## Verhaal
De sitcom volgt een groep van voornamelijk artiesten, gedesillusioneerd of hopende op hun grote doorbraak, werkend voor het cateringbedrijfje Party Down. Elke aflevering speelt zich af op een nieuw evenement.

## Rolverdeling

### Hoofdrolspelers
- Adam Scott als Henry Pollard
- Ken Marino als Ronald Wayne „Ron“ Donald
- Lizzy Caplan als Casey Klein
- Ryan Hansen als Kyle Bradway
- Martin Starr als Roman DeBeers
- Jane Lynch als Constance Carmell
- Megan Mullally als Lydia Dunfree (seizoen 2 & 3)
- Jennifer Coolidge als Bobbie St. Brown (seizoen 1)
- Jennifer Garner als Evie Adler (seizoen 3)
- Tyrel Jackson Williams als Sackson (seizoen 3)
- Zoë Chao als Lucy Dang (seizoen 3)

### Bijrollen
- J.K. Simmons als Leonard Stiltskin
- Joey Lauren Adams als Diandra Stiltskin
- Ken Jeong als Alan Duk
- Kristen Bell als Uda Bengt
- Aviva Baumann als Mandy
- Michael Hitchcock als Bolus Lugozshe
- June Diane Raphael als Danielle Lugozshe
- James Marsden als Jack Botty (seizoen 3)

Er treden tal van cameo's en gastrollen voor de camera, waaronder Kevin Hart, Steve Guttenberg, Breckin Meyer, Rick Fox en George Takei.

## Afleveringen

### Seizoen 1 (2009)
1. Willow Canyon Homeowner's Annual Party
2. California College Conservatives Union Caucus
3. Pepper McMasters Singles Seminar
4. Investors Dinner
5. Sin Say Shun Awards After Party
6. Taylor Stiltskin Sweet Sixteen
7. Brandix Corporate Retreat
8. Celebrate Ricky Sargulesh
9. James Randolph High School Twentieth Reunion
10. Stennheiser-Pong Wedding Reception

### Seizoen 2 (2010)
1. Jackal Onassis Backstage Party
2. Precious Lights Pre-School Auction
3. Nick DiCintio's Orgy Night
4. James Ellison Funeral
5. Steve Guttenberg's Birthday
6. Not on Your Wife Closing Night
7. Party Down Company Picnic
8. Joel Munt's Big Deal Party
9. Cole Landry's Draft Day Party
10. Constance Carmell Wedding

### Seizoen 3 (2023)
1. Kyle Bradway is Nitromancer
2. Jack Botty's Delayed Post-Pandemic Surprise Party
3. First Annual PI2A Symposium
4. KSGY-95 Prizewinner's Luau
5. Once Upon a Time Proms Away Prom-otional Event
6. Sepulveda Basin High School Spring Play Opening Night